# Liśnica (dopływ Parsęty)
Liśnica (Leśnica) – rzeka, prawobrzeżny dopływ Parsęty o długości 42,88 km i powierzchni zlewni 171,37 km².
Źródło rzeki znajduje się na Pojezierzu Drawskim, Liśnica płynie następnie na Równinie Białogardzkiej. Jej prawym dopływem jest Leszczynka. Od 2024 część jej przebiegu chroni rezerwat przyrody Dolina Rzeki Leśnicy.
Nazwę Liśnica wprowadzono urzędowo w 1948 roku, zastępując poprzednią niemiecką nazwę rzeki – Leitznitz.

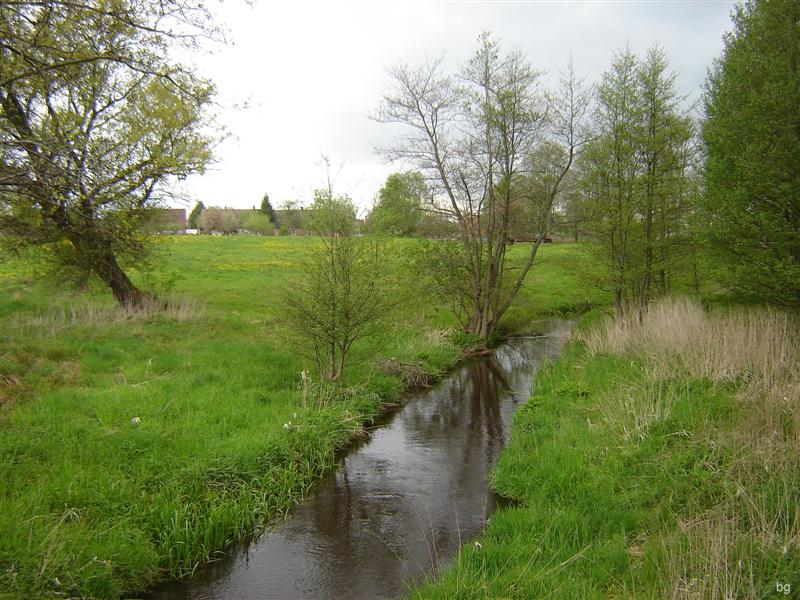
Liśnica w Borzysławiu
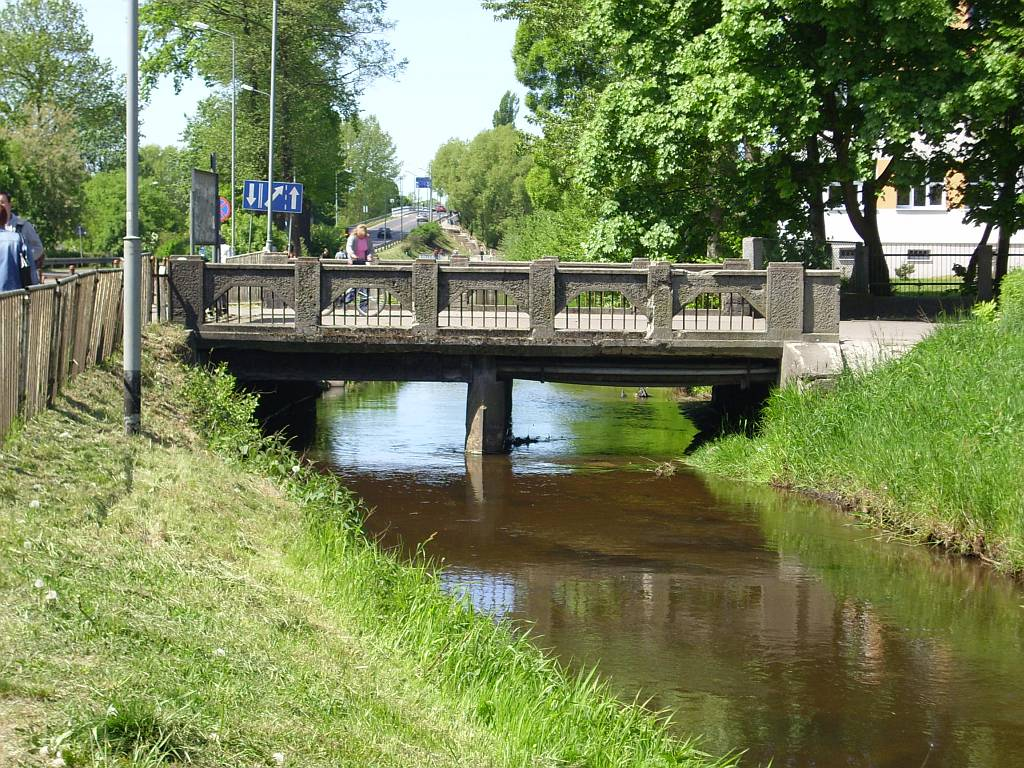
Liśnica w Białogardzie